# GRAP
GRAP (англ. GRB2-related adaptor protein) – білок, який кодується однойменним геном, розташованим у людей на короткому плечі 17-ї хромосоми. Довжина поліпептидного ланцюга білка становить 217 амінокислот, а молекулярна маса — 25 337.
| 10         |  | 20         |  | 30         |  | 40         |  | 50         |
| ---------- |  | ---------- |  | ---------- |  | ---------- |  | ---------- |
| MESVALYSFQ |  | ATESDELAFN |  | KGDTLKILNM |  | EDDQNWYKAE |  | LRGVEGFIPK |
| NYIRVKPHPW |  | YSGRISRQLA |  | EEILMKRNHL |  | GAFLIRESES |  | SPGEFSVSVN |
| YGDQVQHFKV |  | LREASGKYFL |  | WEEKFNSLNE |  | LVDFYRTTTI |  | AKKRQIFLRD |
| EEPLLKSPGA |  | CFAQAQFDFS |  | AQDPSQLSFR |  | RGDIIEVLER |  | PDPHWWRGRS |
| CGRVGFFPRS |  | YVQPVHL    |  |            |  |            |  |            |

A: Аланін

C: Цистеїн

D: Аспарагінова кислота

E: Глутамінова кислота

F: Фенілаланін

G: Гліцин

H: Гістидин

I: Ізолейцин

K: Лізин

L: Лейцин

M: Метіонін

N: Аспарагін

P: Пролін

Q: Глутамін

R: Аргінін

S: Серин

T: Треонін

V: Валін

W: Триптофан